# فورد برانکو
فورد برونکو (Ford Bronco) خودرویی از گروه شاسی‌بلند که ۵ نسل از آن در سال‌های ۱۹۶۶−۱۹۹۶در ایالات متحده آمریکا تولید شده‌است. و نسل ششم آن  از سال ۲۰۲۱ تولید میگردد
طراحی آن موتور جلو، توزیع نیروی پیشران، خودرو چهار چرخ محرک بوده است.

## نگارخانه

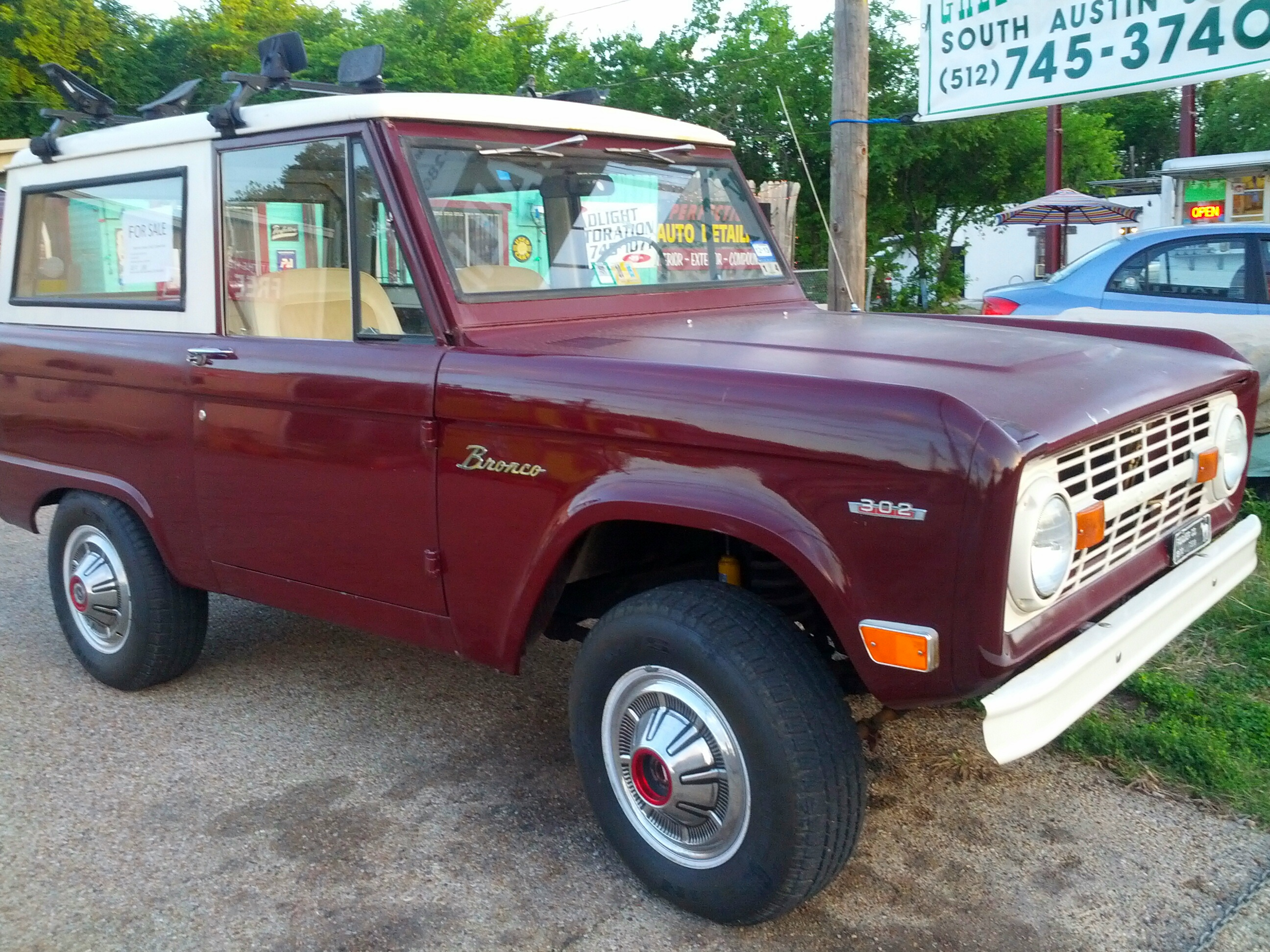
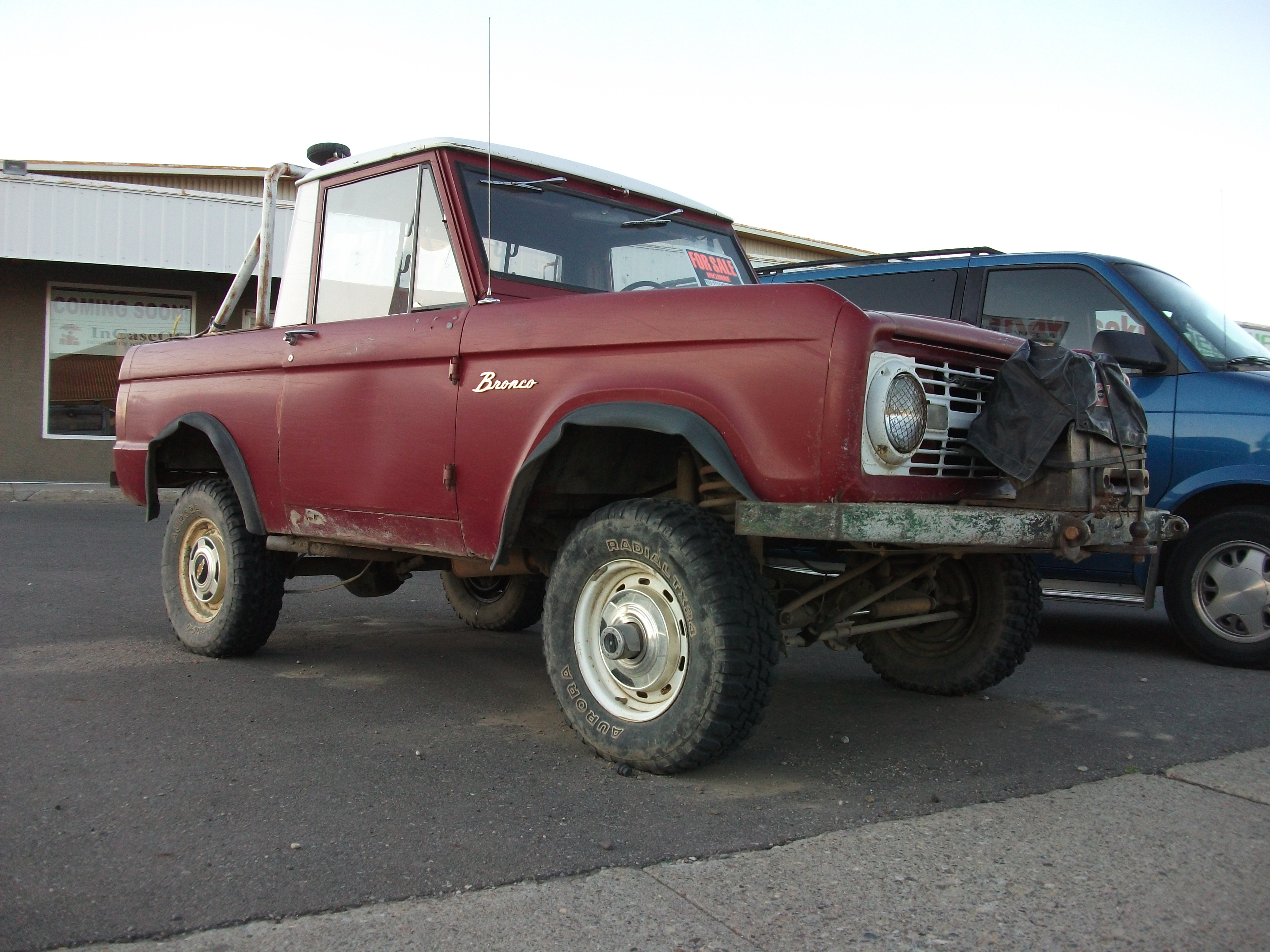
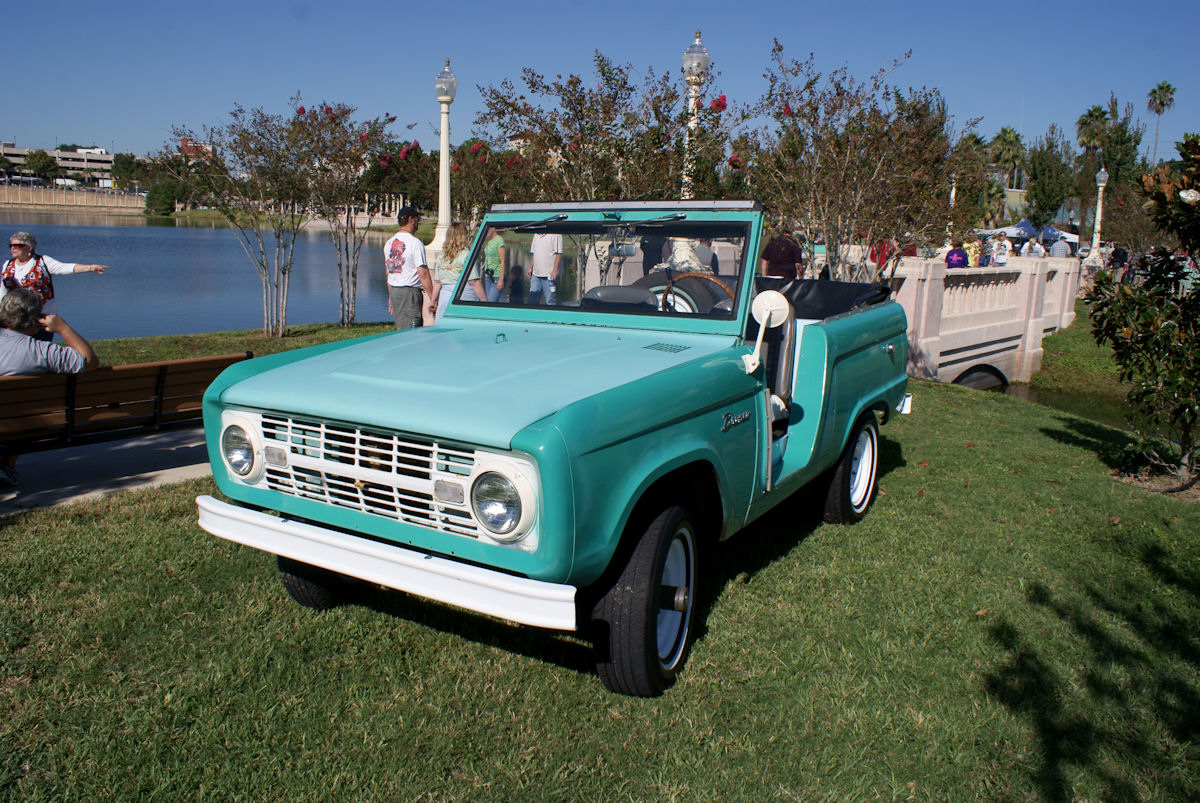